# Romanogobio
Genre
Romanogobio est un genre de poisson actinoptérygiens de la famille des cyprinidés originaire des eaux douces d'Europe et d'Asie.
Ce genre a été créé en 1961 par Petre Mihai Bănărescu pour rassembler diverses espèces apparentés et découverts depuis longtemps (comme Romanogobio benacensis, en 1816).
Il y a 18 espèces décrites actuellement dans ce genre, comprenant également l'espèce éteinte Romanogobio antipai.
Ce genre comprend des espèces appelés goujons, comme celles du genre Gobio, auxquelles ils sont apparentés.

## Liste des espèces
- Romanogobio albipinnatus (Lukasch, 1933)
- Romanogobio amplexilabris (Bănărescu & Nalbant, 1973)
- † Romanogobio antipai (Bănărescu, 1953)
- Romanogobio banaticus (Bănărescu, 1960)
- Romanogobio belingi (Slastenenko, 1934) - Goujon du Danube
- Romanogobio benacensis (Pollini, 1816)
- Romanogobio ciscaucasicus (Berg, 1932)
- Romanogobio elimeius (Kattoulas, Stephanidis & Economidis, 1973)
- Romanogobio johntreadwelli (Bănărescu & Nalbant, 1973)
- Romanogobio kesslerii (Dybowski, 1862)
- Romanogobio macropterus (Kamensky, 1901)
- Romanogobio parvus (Naseka & Freyhof, 2004)
- Romanogobio pentatrichus (Naseka & Bogutskaya, 1998)
- Romanogobio persus (Günther, 1899)
- Romanogobio tanaiticus (Naseka, 2001)
- Romanogobio tenuicorpus (Mori, 1934)
- Romanogobio uranoscopus (Agassiz, 1828)
- Romanogobio vladykovi (P.W.Fang, 1943)